# Пушкінське (Калінінградська область)
Пушкінське (рос. Пушкинское) — селище Гур'євського міського округу, Калінінградської області Росії. Входить до складу Храбровського сільського поселення.
Населення —  11 осіб (2015 рік). 

## Населення
| 2002 | 2010 |
| ---- | ---- |
| 12   | ↘11  |